# Mathieu Bélie
Mathieu Raymond Bélie (Tolosa, 20 febbraio 1988) è un rugbista a 15 francese, il cui ruolo è quello di mediano d'apertura e che in ambito internazionale ha rappresentato la Spagna, anche se successive risultanze stabilirono la sua inidoneità a rappresentare il Paese iberico.

## Biografia
Considerato tra i più promettenti giovani del vivaio del Tolosa della fine degli anni 2000, si impose con tale club nel Top 14 2007-08 laureandosi campione di Francia a vent'anni.
A quell'età aveva già partecipato con la selezione francese U-20 a due coppe del mondo di categoria; nella stagione successiva, dopo essersi ritagliato in squadra uno spazio come terza scelta alle spalle di David Skrela e Frédéric Michalak, fu inviato in prestito per un anno a Montauban e, di lì, a Brive.
Durante i vari trasferimenti uscì dagli obiettivi dei selezionatori federali e, durante la militanza a Bayonne, il suo compagno di squadra Guillaume Rouet lo mise al corrente che, avendo al pari suo una ascendente spagnola (nel caso di Bélie la sua nonna materna), per i regolamenti di World Rugby era idoneo a rappresentare la federazione iberica; Bélie si dichiarò quindi disponibile a essere convocato dalla F.E.R. ed esordì per la Spagna in un'amichevole contro il Cile, per poi disputare il primo vero incontro internazionale nel corso del campionato europeo 2014-16 contro la Russia a Soči.
Prese quindi parte ai campionati europei 2016-17 e 2017-18, che concorrevano alla graduatoria per le qualificazioni europee alla Coppa del Mondo 2019, ma un reclamo presentato dalle federazioni russa e tedesca mise in luce la presenza di situazioni di inidoneità internazionale a carico di giocatori di Belgio, Romania e Spagna, tra i quali lo stesso Bélie.
Questi, in particolare, benché idoneo per ascendenza familiare (in quanto il genitore di uno dei suoi genitori era cittadino spagnolo), non era più idoneo per la Spagna in quanto, nel periodo in cui disputò il mondiale giovanile, la Fédération Française de Rugby aveva indicato per il quadriennio in corso la propria Under-20 come seconda nazionale maggiore, ovvero quella nella quale, se schierato, un giocatore è vincolato alla federazione in maniera definitiva e impedito a cambiare affiliazione; la federazione spagnola tentò di contestare tale giudizio sulla base che la Francia, che normalmente designa la propria nazionale A come seconda squadra vincolante, aveva nominato nel 2007 per tale ruolo la propria Under-21, e che quindi la nomina nel 2008 della Under-20 non poteva essere valida perché la Under-21 era vincolata fino al 2011.
Tuttavia World Rugby considerò eccezionalmente valida la designazione francese perché la squadra U-21 terminò di esistere nel 2008 quindi non sussistevano più le ragioni per considerare tale squadra vincolante per l'idoneità.
Di conseguenza Bélie fu giudicato non idoneo a giocare per la Spagna e la squadra fu penalizzata di 5 punti in ogni incontro ufficiale nel quale lui, e altri giocatori non idonei, furono schierati.
Dopo aver terminato la sua carriera professionistica nel Perpignano, fu a Nevers e poi in Spagna all'Alcobendas; tornato in Francia milita dal 2021 a Saint-Jean-de-Luz, squadra di una località del Paese basco settentrionale.

## Palmarès
- Campionati francesi: 1
Tolosa: 2007-08